# The Lates
Lates (poznatiji kao The Lates) је домаћи рок састав из Београда. Третутну поставу бенда чине певач Милош Ђорђевић, гитариста Јован Митровић, Немања Станковић који свира бас гитару, а за бубњевима је Џошуа Арјоно. Група иза себе има два демо албума, један из 2009, други из 2011. године, као и сингл за песму Нови дан, снимљен у Студију 69 на Видиковцу, за који је такође урађен и видео-спот. У току је снимање новог сингла, за којег ће се такође урадити и видео-спот.

## Биографија
Бенд је настао 2005. године и до данас је кроз њега прошло доста чланова. Последње две године група свира у актуелном саставу и припрема албум. Састав је прошао кроз много фестивала и самосталних свирки, тренутно сваке седмице свира Београду и има заказане наступе за Мото скупове ван Београда. Били су финалисти GBOB (Global Battle of Bands - Глобална борба бендова) 2009. године у великој сали СКЦ-а, учествовали су и на финалном такмичењу Amstel Battle of the Bands (Амстел борба бендова), делили бину у хали Шумицаме 2010. године са Ђорђем Давидом и Краљевским Апартманом. На Live for Sound фестивалу у Мокрину 2010. године наступали су са Дадом Топићем.

## Музички стил
Основа The Lates приступа је рок музика, али овакву дефиницију не треба дословно схватити, јер њихов рок представља мало шири појам, при чему се кроз песме промичу и разни други елементи, до алтер варијација, преко гараж, као и доста гранџ призвука.

## Састав
- Милош Ђорђевић — певач
- Јован Митровић — гитара
- Немања Станковић — бас
- Џошуа Арјоно — бубњеви